# Sheyene Gerardi
Sheyene Gerardi (sinh ngày 13 tháng 4) là một nữ diễn viên, người mẫu và người dẫn chương trình truyền hình người Venezuela. Sheyene Gerardi là người sáng lập của hai nền tảng triết học. Trường Sheyene, để giải quyết kiến thức công nghệ. Sheyene e-Health, một mạng lưới cung cấp thông tin chăm sóc sức khỏe điện tử cho các bệnh hiếm gặp, sau khi trở thành người sống sót của một khối u lympho B-Cell nhỏ không có lông lách không Hodgkin, một loại ung thư hiếm gặp..
Sheyene là người lãnh đạo cho Robotics Outreach tại NASA Trung tâm âm lịch và bề mặt tiểu hành tinh Khoa học (CLASS), cô đang làm việc với chính phủ giới thiệu robot giáo dục vào cộng đồng nguồn lực hạn chế hoặc các khu vực xung đột, chẳng hạn như trường học, trại tị nạn, không chính quy hệ thống trường và hệ thống nhà tù.

## Nghề nghiệp
Sự nghiệp là một người mẫu chuyên nghiệp của Sheyene Gerardi bắt đầu kết hợp với giáo dục y tế của cô; trước khi theo học đại học, cô đại diện cho trường của mình trong các cuộc thi toán học và hóa học. Sheyene học Y khoa tại Đại học Trung tâm Venezuela. Sheyene Gerardi làm việc như một người mẫu bán thời gian và tham gia cuộc thi Hoa hậu Venezuela. Trong thời gian ở trường đại học, ngôi trường rơi vào tình trạng hỗn loạn, đạt đến bờ vực đóng cửa khi sinh viên phản đối. Khoảng thời gian đó, một nhà sản xuất truyền hình khám phá Sheyene, và Sheyene Gerardi thu hút được một vai chính trên một phổ biến soap opera loạt đã được phát sóng quốc tế. Sheyene được biết đến với công việc của mình tại hơn 30 quốc gia, bao gồm Nga, Đức, Peru, Ecuador, Colombia và Puerto Rico. Với ảnh hưởng của cô đối với văn hóa, một tổ chức từ thiện phi lợi nhuận ở Barlovento, Venezuela Trường học Sheyene School được đặt theo tên của cô.
Sheyene Gerardi đã tốt nghiệp loại xuất sắc từ các tổ chức như Đại học Charles III Madrid (UC3M), Viện Nghệ thuật Sothotti và Đại học Harvard. Sheyene đã đạt được chứng chỉ cấp thạc sĩ về Sử dụng tài nguyên vũ trụ do Trung tâm khoa học bề mặt mặt trăng và tiểu hành tinh (lớp học) của NASA cung cấp với 100% điểm cuối cùng vào năm 2018.
Sheyene Gerardi đã giành được "Dos de Oro" giải thưởng, cô đã nhận được chìa khóa của thành phố trong Barlovento và giải thưởng Imagen del Mundo. Nữ diễn viên Sheyene Gerardi cũng đã thêm các khoản tín dụng trong vai trò là một người dẫn chương trình truyền hình. Vào năm 2016, Sheyene Gerardi được mệnh danh là Người gây ảnh hưởng cấp Mogul tại thành phố New York.